# Завадовка (Черкасская область)
Зава́довка (укр. Завадівка) — село в Корсунь-Шевченковском районе Черкасской области Украины.
Население по переписи 2001 года составляло 849 человек. Почтовый индекс — 19433. Телефонный код — 4735.

## Местный совет
19433, Черкасская обл., Корсунь-Шевченковский р-н, с. Завадовка